# ویکتوریا بادن
ویکتوریا از بادن (به آلمانی: Sophie Marie Viktoria؛ ۷ اوت ۱۸۶۲ – ۴ آوریل ۱۹۳۰)، همسر گوستاو پنجم سوئد و ملکهٔ سوئد از سال ۱۹۰۷ تا پایان عمرش در ۱۹۳۰ بود. او به دلیل مواضع محافظه‌کارانه و تمایلات طرفدار آلمان در طول جنگ جهانی اول شهرت داشت.

## زندگی اولیه
شاهزاده ویکتوریا در کاخ کارلسروهه در بادن به دنیا آمد. پدرش فردریک یکم، دوک بزرگ بادن و مادرش لوئیز، شاهدخت پروس بود. او به افتخار خاله‌اش، ویکتوریا، شاهدخت سلطنتی بریتانیا، نامگذاری شد.
ویکتوریا در کاخ کارلسروهه تحت آموزش‌های سختگیرانهٔ هنری و زبانی قرار گرفت. او به پیانو، نقاشی، زبان فرانسه و انگلیسی مسلط بود و تحت تربیت اسپارتانی سختی بزرگ شد که بعدها باعث ضعف سلامتی او شد.

## شاهدخت ولیعهد
در ۲۰ سپتامبر ۱۸۸۱، ویکتوریا با شاهزاده ولیعهد گوستاو ازدواج کرد. این ازدواج نمادی از نفوذ آلمان در سوئد بود. رابطهٔ آن‌ها خیلی زود سرد شد و سفرهایی برای ترمیم رابطه نیز مؤثر واقع نشد. از سال ۱۸۸۹، به دلایل شخصی ازجمله دوجنسگرایی گوستاو، رابطهٔ آن‌ها عملاً پایان یافت. ویکتوریا به‌دلیل ضعف جسمی زمستان‌ها را خارج از سوئد می‌گذراند.
ویکتوریا زنی مستبد، با استعداد هنری و عکاس آماتور برجسته‌ای بود که همچنین به پیانو و اسب‌سواری تسلط داشت.

## ملکه سوئد
پس از مرگ اسکار دوم سوئد در ۱۹۰۷، ویکتوریا ملکه شد. وی نفوذ سیاسی زیادی داشت و به دلیل ریشه‌های آلمانی و روابط نزدیک با ویلهلم دوم، قیصر آلمان، طرفدار شدید آلمان در جنگ جهانی اول بود و این امر باعث کاهش محبوبیتش در سوئد شد.
ویکتوریا در سوئد صرفاً تابستان‌ها اقامت داشت و بیشتر در ایتالیا و به‌ویژه در جزیرهٔ کاپری زندگی می‌کرد و رابطهٔ نزدیکی با پزشکش، اکسل مونته داشت که دربارهٔ آن شایعاتی مطرح بود.

## مرگ
ویکتوریا در ۴ آوریل ۱۹۳۰ در خانهٔ خود در رم درگذشت و در کلیسای ریدارهولمن استکهلم دفن شد.

## فرزندان
| نام                             | تولد           | مرگ             | توضیحات                                         |
| ------------------------------- | -------------- | --------------- | ----------------------------------------------- |
| شاه گوستاو ششم آدولف            | ۱۱ نوامبر ۱۸۸۲ | ۱۵ سپتامبر ۱۹۷۳ | دو بار ازدواج کرد و فرزند داشت.                 |
| شاهزاده ویلهلم، دوک سودرمانلاند | ۱۷ ژوئن ۱۸۸۴   | ۵ ژوئن ۱۹۶۵     | با ماریا پاولونا روسیه ازدواج کرد و فرزند داشت. |
| شاهزاده اریک، دوک وستمانلاند    | ۲۰ آوریل ۱۸۸۹  | ۲۰ سپتامبر ۱۹۱۸ | مجرد، بر اثر آنفلوانزای اسپانیایی درگذشت.       |

## نشان‌ها و افتخارات
او دارندهٔ مقام بانوی نشان سلطنتی ملکه ماریا لوئیزا بود.

## نگارخانه

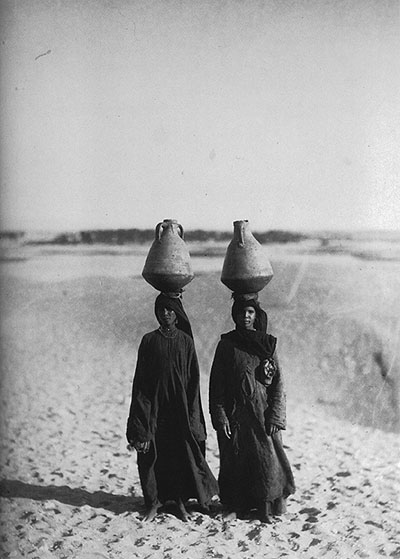
زنان بدوی در مصر (۱۸۹۰)، عکس از ویکتوریا
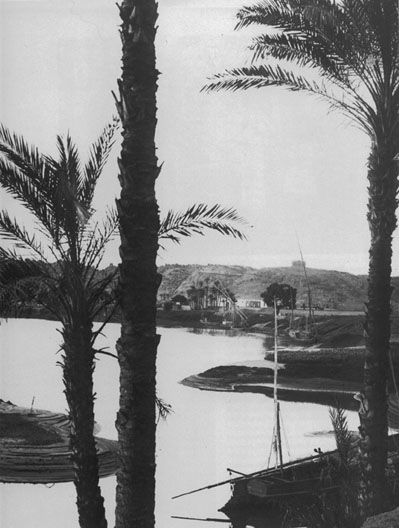
رود نیل (۱۸۹۱)، عکس از ویکتوریا